# درژوویتسه
درژوویتسه (به چکی: Držovice) یک منطقهٔ مسکونی در جمهوری چک است که در ناحیه پروستییوو واقع شده‌است. درژوویتسه ۷٫۵۴ کیلومتر مربع مساحت و ۱٬۲۶۰ نفر جمعیت دارد.